# ديفيد غراهام بيرد
ديفيد غراهام بيرد (بالإنجليزية: David Graham Baird)‏ هو لاعب شطرنج أمريكي، ولد في 3 ديسمبر 1854 في نيويورك في الولايات المتحدة، وتوفي في 8 أكتوبر 1913 في إليزابيث في الولايات المتحدة.

## وصلات خارجية
- ديفيد غراهام بيرد على موقع مباريات الشطرنج (الإنجليزية)
- ديفيد غراهام بيرد على موقع 365Chess.com (الإنجليزية)